# Joanis Kukiadis
Joanis Kukiadis, gr. Ιωάννης Κουκιάδης (ur. 11 listopada 1940 w Wolosie) – grecki prawnik, profesor, były minister pracy, od 1999 do 2004 poseł do Parlamentu Europejskiego.

## Życiorys
W 1963 ukończył studia na Wydziale Prawa Uniwersytetu Arystotelesa w Salonikach. W 1966 rozpoczął praktykę w zawodzie adwokata w ramach palestry w Salonikach. W 1971 doktoryzował się w Paryżu, kształcił się następnie w Monachium i Hamburgu jako stypendysta Fundacji im. Aleksandra von Humboldta. W 1976 objął stanowisko profesora Uniwersytetu Arystotelesa w Salonikach, dwa lata później został profesorem zwyczajnym. W 1985 i 1987 był wybierany na dziekana Wydziału Prawa tej uczelni. Został przewodniczącym greckiego stowarzyszenia prawa pracy i ubezpieczeń społecznych. Reprezentował Grecję we władzach Międzynarodowej Organizacji Pracy.
Od 1989 do 1990 (z krótką przerwą) sprawował urząd ministra pracy w rządach Janisa Griwasa i Ksenofona Zolotasa.
W 1999 z listy Panhelleńskiego Ruchu Socjalistycznego uzyskał mandat posła do Parlamentu Europejskiego V kadencji. Należał do grupy socjalistycznej, pracował m.in. w Komisji Prawnej i Rynku Wewnętrznego (od 2002 jako jej wiceprzewodniczący). W PE zasiadał do 2004.